# 塩野季彦
塩野 季彦（しおの すえひこ、明治13年（1880年）1月1日 - 昭和24年（1949年）1月7日）は、日本の司法官僚、政治家。司法大臣である。思想検事の主流派として活動し、「塩野閥」などと言われた検察内の主流派閥を形容していったことで知られている。

## 略歴
東京府神田区（現在の東京都千代田区）に司法省官吏で旧松代藩士の山寺信炳の三男として生まれるが、父の病死により叔父にあたる塩野宜健の養子となった。養父は東京地裁検事局検事正だった。松代の山寺家は藩の郡奉行や寺社奉行を務めた、謂わば「司法の家系」であった。
番町小から一中、一高を経て、明治39年（1906年）7月に東京帝国大学法科大学法律学科（独法科）卒業。同年、司法官試補。
静岡地裁予備検事から大阪区裁判所検事、東京区裁判所・東京地裁検事を経て、大正11年（1922年）に東京地裁専任次席検事になる。
以後、司法省参事官から東京控訴院次席検事、東京地裁検事局検事正に就任、同局次席検事に松阪広政が就いた。この頃、東京地裁検事局に「思想専門」（通称・思想部）を設けた。さらに昭和5年（1930年）に司法省行刑局長、昭和9年（1934年）名古屋控訴院検事長、昭和11年（1936年）12月、大審院検事局次長（後の次長検事）就任。
昭和12年（1937年）2月から昭和14年（1939年）8月にかけて、林内閣・第一次近衛内閣・平沼内閣の司法大臣就任、昭和14年（1939年）1月から4月の間逓信大臣を兼務。

### 思想検事のドン
戦前にかけて、俗に司法・検察人事では平沼騏一郎、鈴木喜三郎らの流れを汲み、初期の社会主義運動、大逆事件の指揮にあたった小山松吉らを経てのち、思想検事は「塩野閥」が主流とされ、刑事警察を常道とすべきとする小原直らの「小原派」と対立関係にあったが、小原派は超弱小派閥ゆえ問題とならなかった。三・一五事件などで実質的指揮をとった松阪広政、思想検察を確立した池田克、戦後でも経済検事の流れを汲む馬場義続と対立関係にあった岸本義広、井本台吉らに辿れる。
師匠にあたる小林芳郎や、武富済、小原直らは葉隠の思想の体現者のごとく、政治家が今にいなくなり、政府がじきに成り立たなくなるとの批判が出るまで政治汚職追求に厳しかった。塩野らの拠って立つ「国家有用論」はいわば清濁併せ呑む融通性をもって古くは桂太郎、そして平沼騏一郎の支持を取り付け、一大派閥を形成した。他方で検察首脳の裁量やさじ加減により国家有為かで政治家や官僚の選別、政治犯の選別が起訴・予審段階で成され、「検察ファッショ」につながるとの批判もあった。だが、一方では受刑者の社会復帰を重視し、日本の行刑の近代化・刑務所の待遇改善に貢献した。こうした事績や人に慕われる性格もあったことから、検事のみならず受刑者からも慕われることもあったという。
関わった事件には、シーメンス事件、三・一五事件、四・一六事件、東京市会疑獄事件などがある。三・一五事件では私有財産否定を要綱に掲げる秘密結社共産党に戦後に至るまで再起できない程の壊滅的打撃を与え、さらに、司法省行刑局長から司法大臣時代に関わった帝人事件では影の主役ともいわれている。司法大臣の地位に長くあったが、昭和14年（1939年）8月に下野、日本法理研究会を主宰し、忠君愛国への戦時司法体制づくりに積極的に関わっていくこととなる。
戦後、昭和20年（1945年）12月2日、連合国軍最高司令官総司令部は日本政府に対し塩野を逮捕するよう命令した（第三次逮捕者59名中の1人）。その後、昭和21年（1946年）8月にかけて、A級戦犯容疑にて巣鴨プリズンに収容された。公職追放となり、追放後の昭和24年（1949年）1月に死去。
息子の塩野宜慶（やすよし）は、東京高検検事長・法務事務次官を経て最高裁判所判事を務めた。孫の健彦（中大法卒）は、最高検検事、福島地検検事正等を歴任した。

## 著書
- 『暴力行為等処罰法釈義』巌翠堂書店　1926
- 『警察犯処罰令釈義』巌翠堂書店　1927
- 『警察法要論』巌翠堂書店　1929
- 『塩野季彦回顧録』塩野季彦回顧録刊行会　1958

## 栄典
- 1940年（昭和15年）8月15日 - 紀元二千六百年祝典記念章[9]